# Hotel La Palapa
Hotel La Palapa es un rascacielos ubicado en el puerto de Acapulco, Guerrero, en el sur de México, concretamente en la calle Fragata Yucatán #210 de dicha ciudad. 
Para ser más exactos se convirtió en 1976 en el segundo rascacielos más alto de Acapulco hasta el año 1988, año en que pasa al tercer lugar por la construcción de Torre Coral y en el año 1994 pasó al cuarto lugar y fue desplazado por el Oceanic 2000. Actualmente es el sexto más alto del sur de México. En la actualidad por falta de buena administración y mantenimiento, el rascacielos se encuentra en su mayoría en un pésimo estado físico.

## La forma
- Mide 118 metros de altura, cuenta con 30 pisos y es un condominio , ex hotel 5 estrellas.
- Cuenta con 4  (ascensores) de alta velocidad, los cuales se mueven a una velocidad de 5.5 metros por segundo.
- El área total del edificio es de 55,000 m³ y de espacio útil de 33,600 m².

## Detalles importantes
- La construcción fue iniciada en abril de 1972 con una inversión de 2 millones de dólares y fue terminado en 1976. El diseño estuvo a cargo de Procomex.

- Cuenta con 370 habitaciones.

- El rascacielos está anclado a 50 metros de profundidad con 60 pilotes de concreto y acero, los materiales de construcción que se utilizaron en el rascacielos fueron: hormigón, concreto armado, vidrio en la mayor parte de su estructura, el rascacielos puede soportar un terremoto de 8.0 en la escala de Richter.
- Es considerado de los primeros rascacielos inteligentes de Acapulco junto con Oceanic 2000, Torre Coral.

## Datos clave
- Altura- 118 m.
- Espacio de habitaciones - 55 000 m³.
- Pisos-  30 pisos.
- Condición: 	En uso (Deteriorado)
- Rango: 	
  - En México: 49.º lugar, 2011: 68.º lugar
  - En Acapulco: 4º lugar
  - En el Sur de México: 4º lugar